# .CAT (TV3)
.CAT fou un programa d'actualitat política i social de Televisió de Catalunya, emès per TV3 en directe els dijous en prime time. Presentat per Xavi Coral i dirigit per Manel Sarrau, el programa té una durada de 75 minuts. La seva primera emissió va ser el 24 d'abril de 2014.

## Estructura
.CAT abordà cada setmana els temes més destacats de l'actualitat a través de diferents formats com l'entrevista, el cara a cara, el debat o la tertúlia. Xavi Coral i Tian Riba entrevistaven els protagonistes polítics de la setmana. El programa també comptà amb Natza Farré com a col·laboradora, que donava la seva mirada particular sobre l'actualitat.

## Història
.CAT va néixer per ocupar el buit de programes nocturns d'actualitat a la televisió pública catalana, que havia estat ocupat anteriorment pel programa d'anàlisi política Àgora, presentat en l'última etapa pel periodista Xavier Bosch i Sancho o La Nit al dia, de Mònica Terribas.
L'octubre del 2015 el programa inicia una segona etapa conduïda per Xavi Coral, que fins al moment presentava el programa de la mateixa cadena, Divendres. En l'etapa anterior, ocupava la subdirecció i presentació Ariadna Oltra. El programa se centrava llavors en un únic tema que sotmetia a debat amb diferents convidats al plató.

## Audiències
| Temporada         | Quota | Espectadors |
| ----------------- | ----- | ----------- |
| Primera temporada | 9,9%  | 266.000     |
| Segona temporada  | 9,7%  | 252.000     |